# Xamã
Xamã, pseudonimo di Geizon Carlos da Cruz Fernandes (Rio de Janeiro, 30 ottobre 1989), è un rapper e attore brasiliano.

## Biografia
Xamã ha lanciato la propria carriera musicale nel 2016, pubblicando gli album in studio Pecado capital e O iluminado, rispettivamente nel 2018 e nel 2019. Nell'ottobre di quest'ultimo anno ha preso parte all'Espaço Favela del festival Rock in Rio.
Il suo terzo disco, contenente collaborazioni con diversi artisti tra i quali Luísa Sonza e promosso da una mini tournée negli Stati Uniti d'America, è stato messo in commercio nel 2020 ed è intitolato Zodíaco. La popolarità dell'album gli ha permesso di ricevere una candidatura per il miglior flow internazionale ai BET Hip Hop Awards, oltre a sette nomination nell'ambito dei Prêmios MTV MIAW.
Deixa de onda, inciso assieme a Dennis e Ludmilla, ha conseguito la certificazione d'oro dalla Associação Fonográfica Portuguesa e quella di doppio platino fissata a 160 000 unità dalla Pro-Música Brasil, nonché una candidatura per un Prêmio Multishow de Música Brasileira. Malvadão 3 è divenuta una hit estiva dopo essersi collocata in vetta alla graduatoria brasiliana della União Brasileira de Compositores ed essere entrata in quella paraguaiana. Nel luglio 2022 ha presentato assieme a Camila Queiroz gli MTV MIAW BR, dove ha anche concorso in due categorie.

## Vita privata
Ha due figlie: Akasha e Hanna; la prima è nata in relazione con l'attrice e modella Natasha Hoffemann, mentre la madre di Hanna è l'influencer Renata Gutierrez.

## Discografia

### Album in studio
- 2018 – Pecado capital
- 2019 – O iluminado
- 2020 – Zodíaco
- 2023 – O último romântico online
- 2025 – Fragmentado

### EP
- 2020 – Como sobreviver ao fim do mundo dançando
- 2021 – Acústico Cancún

### Singoli
- 2017 – Cypher: Grito/A nova velha escola (con Estudante, Beleza e Rico Neurotico)
- 2017 – O ronco do coiote
- 2017 – Grito crimes (con Chris, Villeroy, Sumurai e Gabriel Xan)
- 2017 – A Bela e a Fera
- 2017 – Hades
- 2017 – Malvadão
- 2017 – 25 horas (con Neobeats)
- 2017 – Shakira
- 2018 – Inveja (con Menor do Chapa)
- 2018 – A noite toda (feat. Dom R & Tiankris)
- 2018 – Seu rei (con Mano Fler e Tiankris)
- 2018 – Romeu tem que morrer (con Túlio Dek)
- 2018 – Indomável (con Túlio Dek e Mano Fler)
- 2018 – Chorei de amor (con Túlio Dek)
- 2018 – Porradão de 30 (con Túlio Dek)
- 2018 – Bagua Sessions #1 (con Felp 22, Mano Fler e BK)
- 2018 – Liberdade mano fler (con Mano Fler feat. DJ Samu & DJ Cia)
- 2019 – Deus abençoe o rolé (con MC Estudante)
- 2019 – Monalisa (con Tiankris)
- 2019 – Júpiter Dayane (con Chris, Cesar MC e Knust)
- 2019 – Sorriso Naruto (con Knust e Chris MC)
- 2019 – Você não ama ninguém (con Knust, Cesar MC e Chris)
- 2019 – Hit do subúrbio (Boombap 1998) (con Cesar MC)
- 2019 – Hit Express (con Chris e Knust)
- 2019 – Deixa (con MC TH, WC no Beat e Pep Starling)
- 2019 – Rio de Janê (con Tiankris)
- 2019 – Cida (con Agnes)
- 2019 – Rose (con Agnes)
- 2019 – Sônia (con Agnes)
- 2019 – Elas por elas (con Agnes)
- 2019 – Dolores (con Agnes)
- 2019 – Hey pai (con Túlio Dek)
- 2019 – Correria (con Jhony MC, Mauricio DTS e MC Sid)
- 2019 – Malvadão 2
- 2019 – Rabetão (con Gabily e Clau)
- 2019 – Brother Charlie (con Túlio Dek)
- 2019 – Um drink no inferno
- 2020 – Não dá mais (con CMK e Chino Oriente)
- 2020 – Flex (con Jogami e Neobeats)
- 2020 – Som dos cria (con Froid e DK-47)
- 2020 – Samurai sem mestre (con DK-47 e Cynthia Luz)
- 2020 – Fora da Matrix (con DK-47)
- 2020 – Bora ser (con Filipe Ret e Chris MC)
- 2020 – Adrenalina (feat. Kevin o Chris)
- 2020 – De novo
- 2020 – Escorpião (con Agnes Nunes)
- 2020 – Câncer (con Luísa Sonza feat. Gustah)
- 2021 – Minha preferida (con Alee, Chris MC, JayA Luuck e Salve Malak)
- 2021 – Deixa de onda (con Dennis e Ludmilla)
- 2021 – Gato siamês (con Ludmilla)
- 2021 – O legado
- 2021 – Bilhete premiado 2 (con Gabily)
- 2021 – Malvadão 3
- 2022 – Dublê de marido
- 2022 – Poesia acústica 13(con MC Cabelinho, TZ da Coronel, Chefin, Luísa Sonza, N.I.N.A., Oruam, L7nnon e Chris MC)
- 2022 – França (con Juliette, L7nnon e Welisson)
- 2022 – Toma medalha (con Matheus Fernandes e Papatinho)
- 2022 – Puto de luxo (con Vulgo FK e Gustah)
- 2022 – Mamacita (hasta la vista) (con Luísa Sonza)
- 2023 – Bandida sexy (con TZ da Coronel e Vulgo FK feat. Pedro Lotto & Wey)
- 2023 – Se acaba (con Vulgo FK feat. MC Don Juan & MC Ryan SP)
- 2023 – Deixe-me ir
- 2023 – Estrela do mar
- 2023 – Vampira
- 2023 – Sempre eu e você (con Jorge Aragão)
- 2023 – O retorno de Jedi (con Major RD)
- 2024 – Tape Rock Digital: Uns manos (con Jorge Aragão)
- 2024 – Quando a gente ama
- 2024 – Muito brabo (con Leall e Drow Beats)
- 2024 – Meta (con Marquinho no Beat)
- 2024 – Money (con Amabbi e Marquinho no Beat)
- 2024 – Dias de luta dias de glória
- 2024 – O cara do trem
- 2024 – Mary Madalena
- 2024 – Catucada na bandida (con O Kannalha e Marquinho no Beat)
- 2025 – Despedida (con Ana Castela)